# Ihlowerfehn
Ihlowerfehn is een dorp in de Duitse gemeente Ihlow in de deelstaat Nedersaksen. De dichstbij gelegen stad is Aurich, 9 km ten noord-noordoosten van Ihlowerfehn. Ihlowerfehn is begin- en eindpunt van de lokale buurtbusdienst.
Het dorp ontstond als veenkolonie aan het einde van de achttiende eeuw. Bij het ontstaan van de huidige gemeente Ihlow werd Ihlowerfehn zetel van het gemeentebestuur.
Het tussen 2015 en 2021 ingrijpend vernieuwde gemeentehuis van Ihlow staat te Ihlowerfehn.

## Bezienswaardigheden

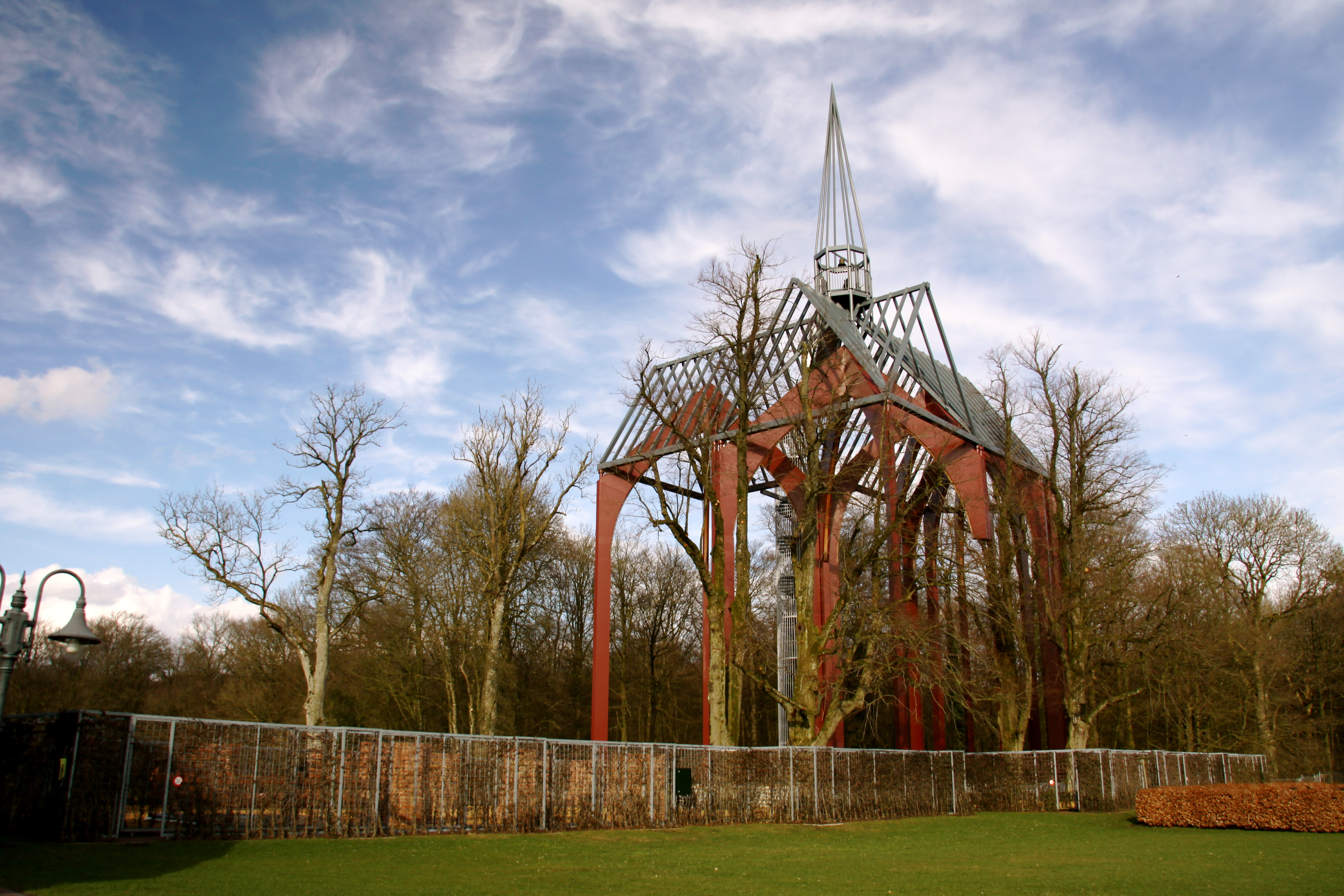
Impressie van het vroegere klooster
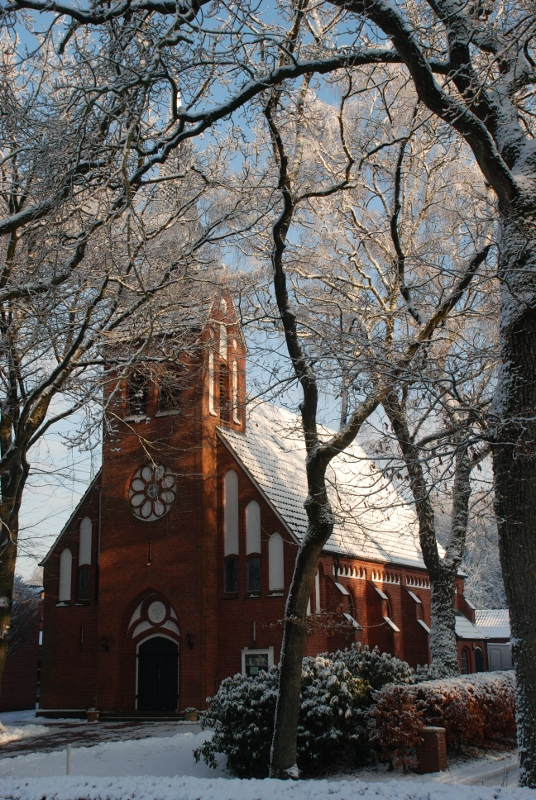
Ihlower Kirche
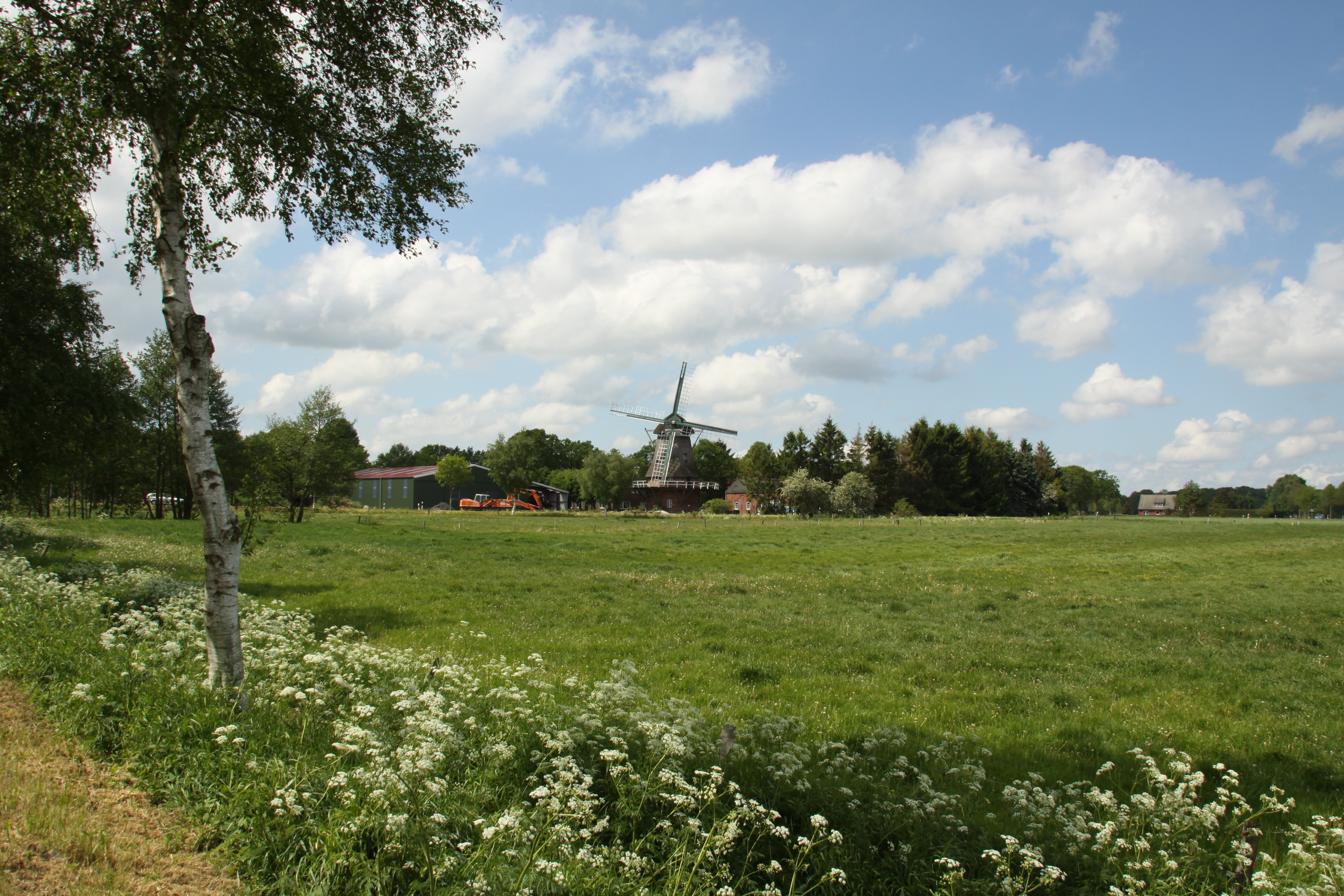
Windmolen van Ihlowerfehn, ten zuiden van het dorp

- In het bos ten oosten van het dorp lag vroeger het Klooster Ihlow, een stichting uit 1288 van de cisterciënzers dat het klooster van Aduard als moederklooster had. Tot aan de reformatie in 1529 gold het klooster als een van de belangrijkste in Friesland.
- Omstreeks 1990 werd aan de noordkant van het dorp de zandafgravingsplas Ihler Meer omgevormd tot een centrum voor water- en strandrecreatie, met talrijke faciliteiten.
- Markant is de evangelisch-lutherse Ihlower Kirche in het dorp. Het in de stijl van het historisme opgetrokken kerkgebouw dateert uit 1902.

- Gemeinsame Normdatei: 10089088-X
- Virtual International Authority File: 129987747